# Riverton (Iowa)
Riverton – miasto w Stanach Zjednoczonych, w stanie Iowa, w hrabstwie Fremont. W 2000 liczyło 304 mieszkańców.